# Compsophorus tricolor
Compsophorus tricolor là một loài tò vò trong họ Ichneumonidae.